# Alois Reiser

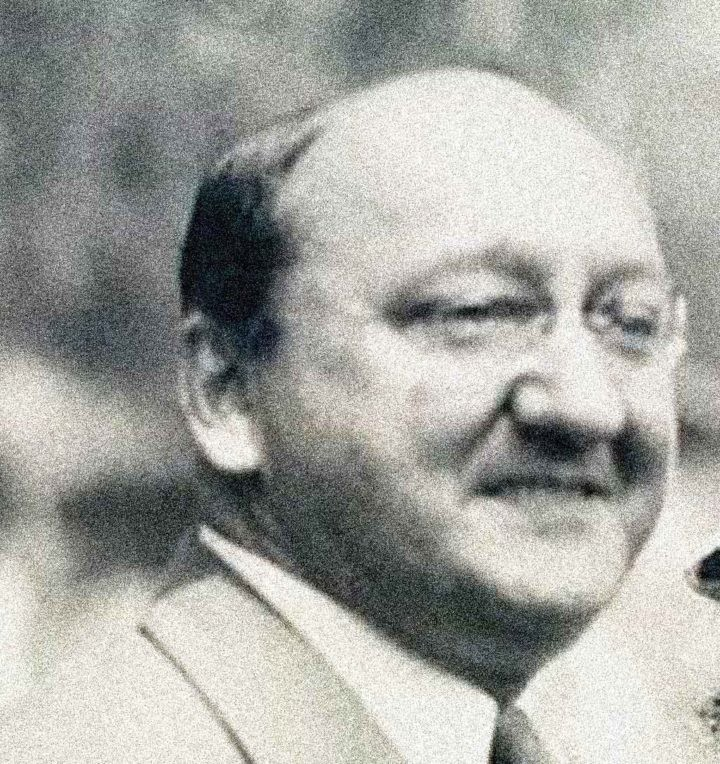
Alois Reiser

Alois Reiser (* 6. April 1887 in Prag, Böhmen, Österreich-Ungarn; † 4. April 1977 in Los Angeles, Kalifornien, Vereinigte Staaten) war ein US-amerikanischer Komponist, Cellist und Dirigent böhmischer Herkunft. Nach seiner Ausbildung in Prag emigrierte er in die USA und arbeitete als Cellist und Filmkomponist. Sein Werk umfasst Opern, Werke für Orchester, Kammermusik und Filmmusik. In den 1930er Jahren leitete er musikalische Projekte im Rahmen des Federal Music Project der Works Progress Administration in Kalifornien.

## Leben

### Frühe musikalische Laufbahn in Europa und New York
Alois Reiser studierte am Prager Konservatorium, wo er unter anderem von Antonín Dvořák unterrichtet wurde und erlangte einen Doktortitel in Musik an der Universität Prag. Er erhielt eine umfassende Ausbildung als Cellist. Er war Mitglied des Bohemian Trio, mit dem er als Konzertcellist in Europa und den Vereinigten Staaten auf Tournee ging. Er spielte für eine Zeit als Cellist sowohl im Pittsburgh Symphony Orchestra als auch im New York Symphony Orchestra. Nach seinem Aufenthalt in den Vereinigten Staaten kehrte Reiser nach Prag zurück und übernahm die Position des Dirigenten an der Staatsoper Prag. Von 1918 bis 1929 arbeitet er als Dirigent am Strand Theater in New York.

### Musikalische Tätigkeit in Hollywood
Danach zog er nach Hollywood, um als Komponist und Musikdirektor für Filmstudios zu arbeiten. Bei Warner Brothers Pictures und später bei Fox Studios wirkte er an Filmen wie Die Arche Noah, Her Private Life, Spring Is Here, The Millionaire und Caravan mit.

### Weitere musikalische Aktivitäten und Initiativen in Kalifornien
In den 1930er und 1940er Jahren wirkte er als Dirigent bei verschiedenen Orchestern in Kalifornien wie dem Los Angeles Symphony Orchestra und dem Southern California Symphony Orchestra. Hier leitete er regelmäßig Symphonieaufführungen. Er wurde für seine Interpretationen von Bedřich Smetana und Antonín Dvořák anerkannt und galt als Brückenbauer zwischen europäischen und amerikanischen Musiktraditionen. Er war aktiv in die lokale Musikszene in Los Angeles eingebunden und half bei der Gründung einer Komponistenvereinigung, die sich der Förderung von symphonischen Werken, Opern und Chormusik widmete. Diese Gruppe entstand aus Diskussionen bei der California State Music Teachers Association und umfasste viele prominente Komponisten aus Südkalifornien.
Alois Reiser engagierte sich im Federal Music Project in Kalifornien. Er dirigierte regelmäßig das Symphonieorchester und arbeitete mit Musikern wie Modest Altschuler und Ernst Bacon zusammen. Als Mitglied eines Gremiums, das neue Werke amerikanischer Komponisten beurteilte, trug er zur Förderung und Aufführung neuer Kompositionen bei. Als musikalischer Leiter einer Produktion von Daniel-François-Esprit Aubers Oper Fra Diavolo im Mason Theatre in Los Angeles, die im Rahmen des Federal Music Project mit einem rein afroamerikanischen Ensemble aufgeführt wurde, erhielt Reiser positive Kritiken. Die Los Angeles Times lobte die Aufführung als ‚etwas bezaubernd, pikant Neues‘ und hob die Qualität der Darbietung hervor. 1937 wurde zum Leiter des Oakland Project ernannt, wo er seine nationale Anerkennung als Komponist und Dirigent einbrachte. Seine musikalische Expertise war für das Projekt von großem Wert. Im Sommer leitete er die Zusammenarbeit der San Francisco- und Oakland-Projekte des Federal Music Project. Er organisierte ein Opernorchester und einen Chor für Aufführungen in der Bay Area und führte ein neu gebildetes Symphonieorchester zu regelmäßigen Konzerten im Tamalpais Bowl und Alcazar Theatre.

### Auszeichnungen
Reiser erhielt für seine Kompositionen mehrere Auszeichnungen und Preise. Er wurde 1909 von der Art Society in Pittsburgh für ein Klaviertrio ausgezeichnet. 1916 erhielt er beim ersten Kammermusikfestival in Pittsfield, das von Mrs. Elizabeth Sprague Coolidge unterstützt wurde, für sein Streichquartett in e-Moll einen zweiten Preis bei 82 eingereichten Kompositionen. Das Quartett wurde beim Festival aufgeführt und erhielt großen Applaus. Die Jury lobte die Qualität und die inspirierten Ideen des Werkes. 1918 erhielt Reiser von der New York Philharmonic Society für das Präludium seiner Oper Gobi und 1932 von der Hollywood Bowl Association für sein Cellokonzert einen Preis.
1937 wurde er von der National Broadcasting Company für ein Streichquartett mit dem zweiten Preis in einem Wettbewerb für originale Kammermusik ausgezeichnet. Es waren zu diesem Wettbewerb 600 Kompositionen eingereicht worden. Reiser begann das Streichquartett 1925, verlor jedoch das Manuskript in der New Yorker U-Bahn. Er rekonstruierte das Werk aus dem Gedächtnis und überarbeitete es 1933.

## Werke (Auswahl)

### Nachlass
Alois Reisers Nachlass umfasst eine Sammlung von Notenmanuskripten, die seine gesamte Karriere als Komponist und Dirigent abdecken. Dazu gehören seine klassischen Kompositionen, Opern sowie Materialien aus seiner Tätigkeit am Strand Theater in New York und als Filmkomponist in Los Angeles. Die Sammlung enthält außerdem Drehbücher, Zeitungsausschnitte, veröffentlichte Materialien und Fotografien. Sie ist im Besitz der Bibliotheken der University of California.

#### Werke mit Opuszahl
- Quasi Ballata, für Violine und Piano op. 2, publiziert bei G. Schirmer in New York 1907 OCLC 498956877
- Zwei Lieder op. 6[1]
- Mazurka in Desfür Klavier op. 7, publiziert bei G. Schirmer in New York 1907 OCLC 498956847
- Evening of summer, Sinfonische Idylle op. 8, 1907 OCLC 53438690
- Danse caprice, für Violine und Klavierbegleitung op. 10, Nr. 1, publiziert bei G. Schirmer in New York 1908 OCLC 190761089
- Trio in e- moll für Klavier, Violine und Violoncello op. 12[1]
- Konzert für Cello und Orchester D-Dur op. 14, 1916, bearbeitet 1933 OCLC 53438633 I Sostenuto II Andante molto sostenuto III Allegro con fuoco[9]
- Streichquartett in e-Moll op. 16, publiziert bei G. Schirmer in New York 1920 OCLC 2039055 I Moderato assai II Andante molto sostenuto III Poco vivo ed energico IV Andante maestoso
- Trio in F für Klavier, Violine und Violoncello op. 17[1]
- Streichquartett in C op. 18[1]
- Erewhon, Sinfonische Dichtung op. 19, 1931 OCLC 53438646
- Sonate für Violine und Klavier op. 20[1]

#### Werke ohne Opuszahl
- Daphne, Oper[1]
- Gobi, Oper, 1912[1]
  - Prelude zum III. Akt, publiziert bei Carl Fischer in New York 1927 OCLC 1268096216
- Zwei Kompositionen für Klavier, publiziert bei C. Fischer in New York 1921 OCLC 498956816
  - I Little Coquette
  - II Serenade espagnole
- From Mount Rainier, Bergszene, publiziert bei G. Schirmer in New York 1926 OCLC 498956835
- Love and Passion für Orchester OCLC 1268096066
- Serenata für Orchester, publiziert bei Carl Fischer in New York 1921[10]
- Slavic Rhapsody für Orchester, 1927 OCLC 53438696
- Spirit of Spring, publiziert bei Geo. H. Sanders Co. in New York 1926 OCLC 498088067
- Sinfonie Nr. 1[1]
- Sinfonie Nr. 3 Fate
- Streichquartett Nr. 3, 1930er Jahre[1]